# Berberodes cassiteris
Berberodes cassiteris är en fjärilsart som beskrevs av W. Warren 1906. Berberodes cassiteris ingår i släktet Berberodes och familjen mätare. Inga underarter finns listade i Catalogue of Life.